# Mansuphantes
Genre
Mansuphantes est un genre d'araignées aranéomorphes de la famille des Linyphiidae.

## Distribution
Les espèces de ce genre se rencontrent en zone paléarctique.

## Liste des espèces
Selon World Spider Catalog (version 20.0, 11/04/2019) :
- Mansuphantes arciger (Kulczyński, 1882)
- Mansuphantes aridus (Thorell, 1875)
- Mansuphantes auruncus (Brignoli, 1979)
- Mansuphantes fragilis (Thorell, 1875)
- Mansuphantes korgei (Saaristo & Tanasevitch, 1996)
- Mansuphantes mansuetus (Thorell, 1875)
- Mansuphantes ovalis (Tanasevitch, 1987)
- Mansuphantes parmatus (Tanasevitch, 1990)
- Mansuphantes pseudoarciger (Wunderlich, 1985)
- Mansuphantes rectilamellus (Deltshev, 1988)
- Mansuphantes rossii (Caporiacco, 1927)
- Mansuphantes simoni (Kulczyński, 1894)

## Publication originale
- Saaristo & Tanasevitch, 1996 : Redelimitation of the subfamily Micronetinae Hull, 1920 and the genus Lepthyphantes Menge, 1866 with descriptions of some new genera (Aranei, Linyphiidae). Berichte des naturwissenschaftlich-medizinischen Vereins in Innsbruck, vol. 83, p. 163-186 (texte intégral)